# The Tribute
The Tribute este o compilație-tribut alcătuită din piese care aparțin lui Burzum. Acest tribut muzical este realizat de către diverse formații din Germania, Portugalia, Regatul Unit și Statele Unite. Toate piesele sunt versiuni "cover" ale pieselor originale.
S-au produs doar 600 de copii.

## Lista pieselor
1. Veil - "Ea, Lord Of The Depths" (04:49)
2. Xasthur - "Erblicket Die Töchter Des Firmaments" (08:11)
3. Ulfsdalir - "Ein Verlorener Vergessener Trauriger Geist"[1] (10:04)
4. Kältetod - "Bálferð Baldrs" (04:36)
5. Funeral Procession - "Der Ruf Aus Dem Turm"[2] (06:27)
6. Forefather - "Beholding The Daughters Of The Firmament" (08:10)
7. Wolfsmond - "Ea, Lord Of The Depths" (04:31)
8. Throndt - "Jesus' Tod" (08:57)
9. Nox Pestes - "Verlorene Weisheit"[3] (03:45)
10. Antiphrasis - "Ea, Lord Of The Depths" (05:19)
11. Arkenstone - "Lost Wisdom" (04:36)